# CMC Japan
CMC Japanは、ベトナムのICT企業であるCMCコーポレーションの日本法人である。

## 概要
CMCコーポレーションは、1993年にベトナムで設立されたICT企業であり、現在同国内第2位のICT企業となっている。また、ホーチミン証券取引所（HOSE）にも上場している。CMC Japanは、その日本法人として2017年に設立された。本社は神奈川県横浜市に置いており、2021年には大阪市にも支社を設立した。
CMCコーポレーションの掲げる「Creativity（創造性）」「C-Speed（光の速さ）」「Commitment（約束）」「Customer Centricity（顧客中心主義）」という4つの価値観に基づき、CMCコーポレーションのオフショア開発部門（CMC Global）と連携したソフトウェア開発・運用・保守などのオフショア開発を主に手掛ける。また、AIやロボティック・プロセス・オートメーション、クラウド、デジタルマーケティングなどによるデジタルトランスフォーメーション（DX）支援の分野にも進出しており、24時間体制のセキュリティ監視システムや顔認証システムなどの開発も行っている。

## 歴史
2017年、CMC Corporationは、日本を皮切りに海外展開を行う「Go Global」戦略を発表し、同年8月、神奈川県横浜市にCMC Japanが設立された。
2021年6月、株式会社SICデジタルとの間でシステム開発におけるオフショア開発協業に関する覚書を締結した。同年7月には、映像解析・顔認識ソリューションシステムのCIVAMS（CMC Intelligent Video Analytics and Management Solution）の日本での展開を開始し、さらに9月には大阪に支社を開設した。
2022年、JR東日本情報システムとWeWork Japanが実施した、人工知能アシスタントロボット「Temi」の共同実験に参画した。

## グループ会社
- CMC Ciber 主にベトナム国内でSAPコンサルティングを提供。SAP Gold Partner。ベトナムでのSAPシェア率は30%。
- CMC Global CMC Japanの主要オフショア開発拠点。従業員数は1500名。ハノイ、ダナン、ホーチミン市に事業所がある。
- CMS ハノイ所在・従業員数は220名。ベトナム国内でITソリューションサービスを提供。
- CMC Telecom ハノイ所在・従業員数は900名。ベトナム国内最大規模のデータセンターを擁し、ベトナムトップ5のインターネットサービスプロバイダー。
- CMC TS ハノイ所在・従業員数は900名。システムインテグレーション分野で約30年の経験。国外グローバル企業とのパートナーシップも多数。
- CMC TS SG ホーチミン市所在・従業員数は350名。システムインテグレーションサービスを提供。
- CMC Cyber Security ハノイ所在・従業員数は100名。ベトナム国内外でEDRやSOCをはじめとしたセキュリティプロダクト・ソリューションを提供。

## 製品とサービス
- オフショア開発
- 基幹／業務システム開発
- クラウドシステム開発
- モバイルアプリ開発
- Webシステム開発
- Webサイト制作（CMS構築）
- マイグレーション
- テスティング
- DXオフショア開発
- Salesforce
- AI（人工知能）
- RPA
- IoT・スマートデバイス
- ブロックチェーン
- コンサルティング
- SAP
- 顔認証システム（CIVAMS.Face）
- EDR／SOCサービス
- ベトナム進出支援